# Kiskőrös
Kiskőrös (slovensky Malý Kereš, chorvatsky Kireš) je město v Maďarsku v župě Bács-Kiskun. Je sídlem stejnojmenného okresu.

## Poloha
Kiskőrös leží jižně od středu Maďarska. Prochází jím silnice z Dunaföldváru do srbské Subotice a hlavní železniční trať z Budapešti do Bělehradu. Kecskemét je vzdálen 55 km, Dunaföldvár 38 km, Baja 60 km a Subotica 71 km.

## Historie a pamětihodnosti
První písemná zmínka o městě je z roku 1247. V roce 1529 se osada dostala pod tureckou nadvládu. Během příchodu nových pánů byl nejspíše zničen původní kostel, který vznikl za vlády dynastie Arpádovců, a místní obyvatelstvo se rozuteklo. Na počátku 18. století, kdy v tehdejších Uhrách probíhalo Rákócziho povstání, bylo město již opětovně obydlené. Ve stejném století se sem dosídlili Slováci z bývalých žup Turiec, Nitra a dalších. 1. ledna 1823 se zde narodil nejslavnější maďarský básník Sándor Petőfi. V jeho rodném domku, postaveném kolem roku 1780, dnes sídlí malé muzeum.
V 19. století se ve velkém rozšířilo v okolí Kiskőröse pěstování vína. Kolem poloviny století zde byla stále početná slovenská komunita (která byla později asimilována do většinového maďarského živlu). Od roku 1878 probíhalo např. vyučování v místních školách výhradně v maďarštině. V roce 1882 byla zavedena do města železnice, která tudy směřovala dále na jih do Subotici a dnešní Vojvodiny. Roku 1893 byla dokončena nová budova radnice.
Na počátku 20. století žilo ve městě zhruba 13 000 obyvatel. Místní obyvatelstvo se živilo především zemědělstvím, dále pěstováním vína a sadařstvím.

## Pamětihodnosti
V obci se nachází evangelický a také baptistický kostel.
V okolí Kiskőrösu se nachází rozsáhlé vinohrady.

## Doprava
Městem prochází silnice celostátního významu č. 53, která směřuje dále na jih a do Srbska. Vede tudy také železniční trať Budapešť–Kelebia a zastavoval zde i mezistátní vlak Avala.

## Galerie

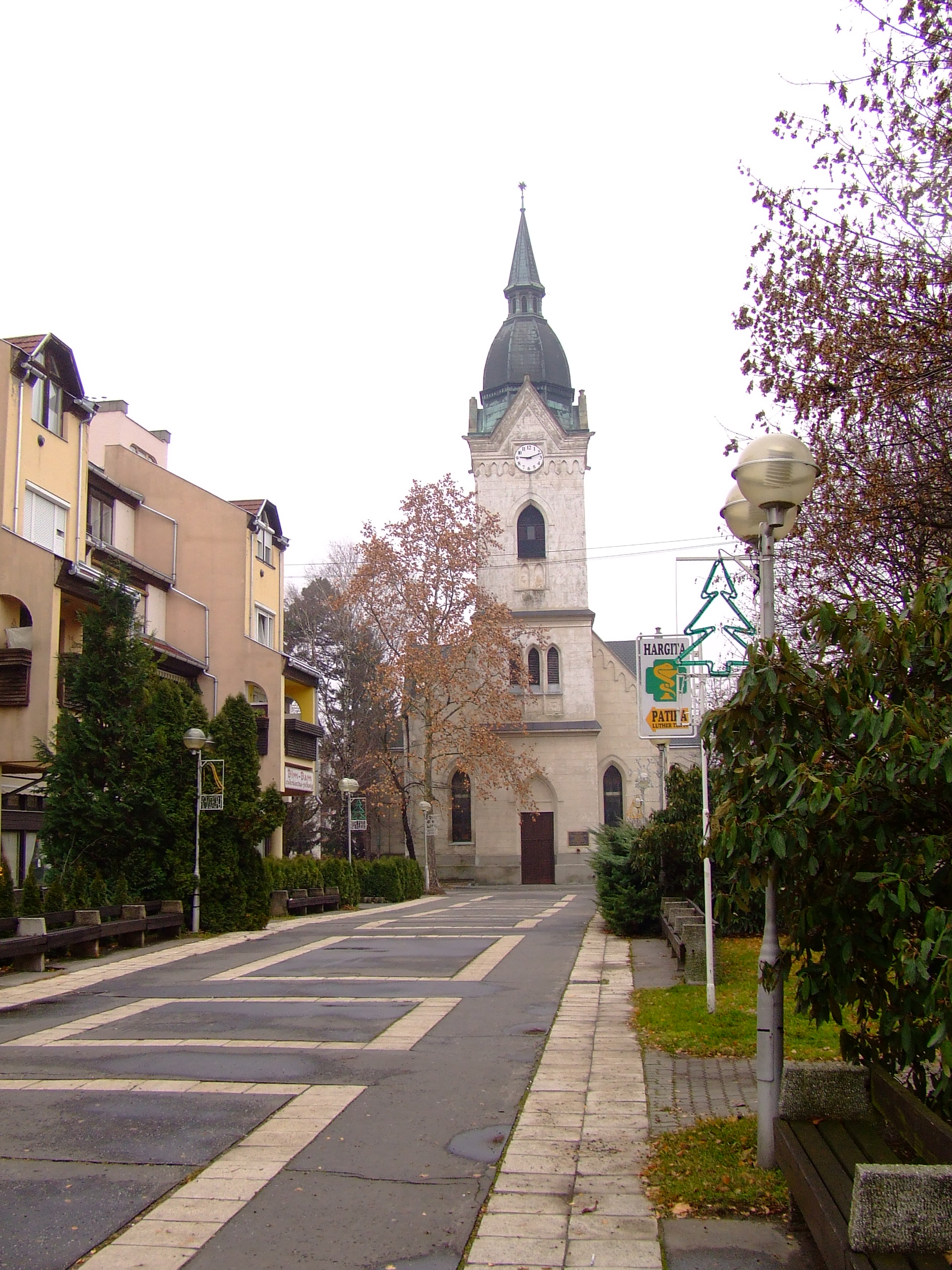
Evangelický kostel
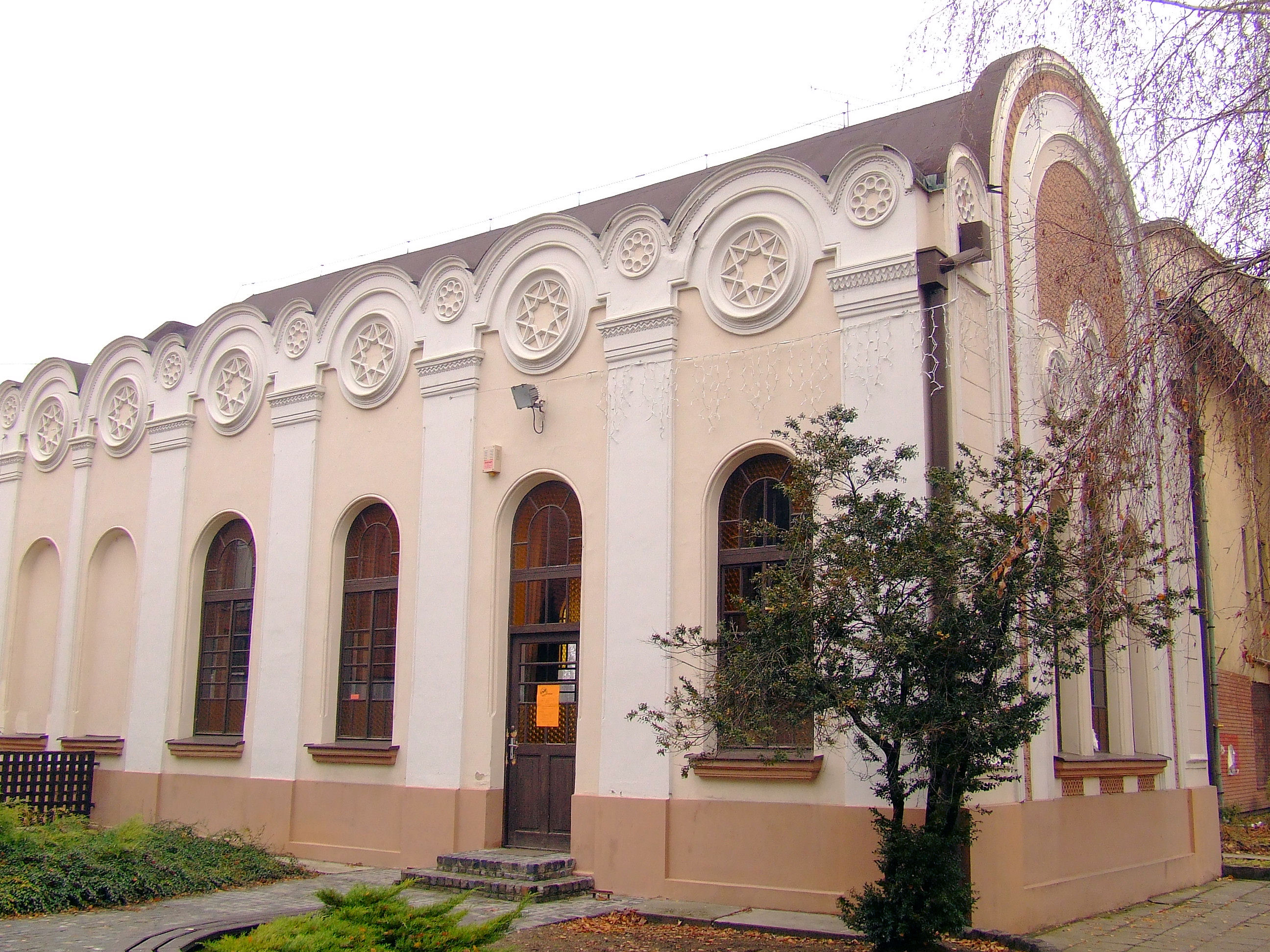
Synagóga
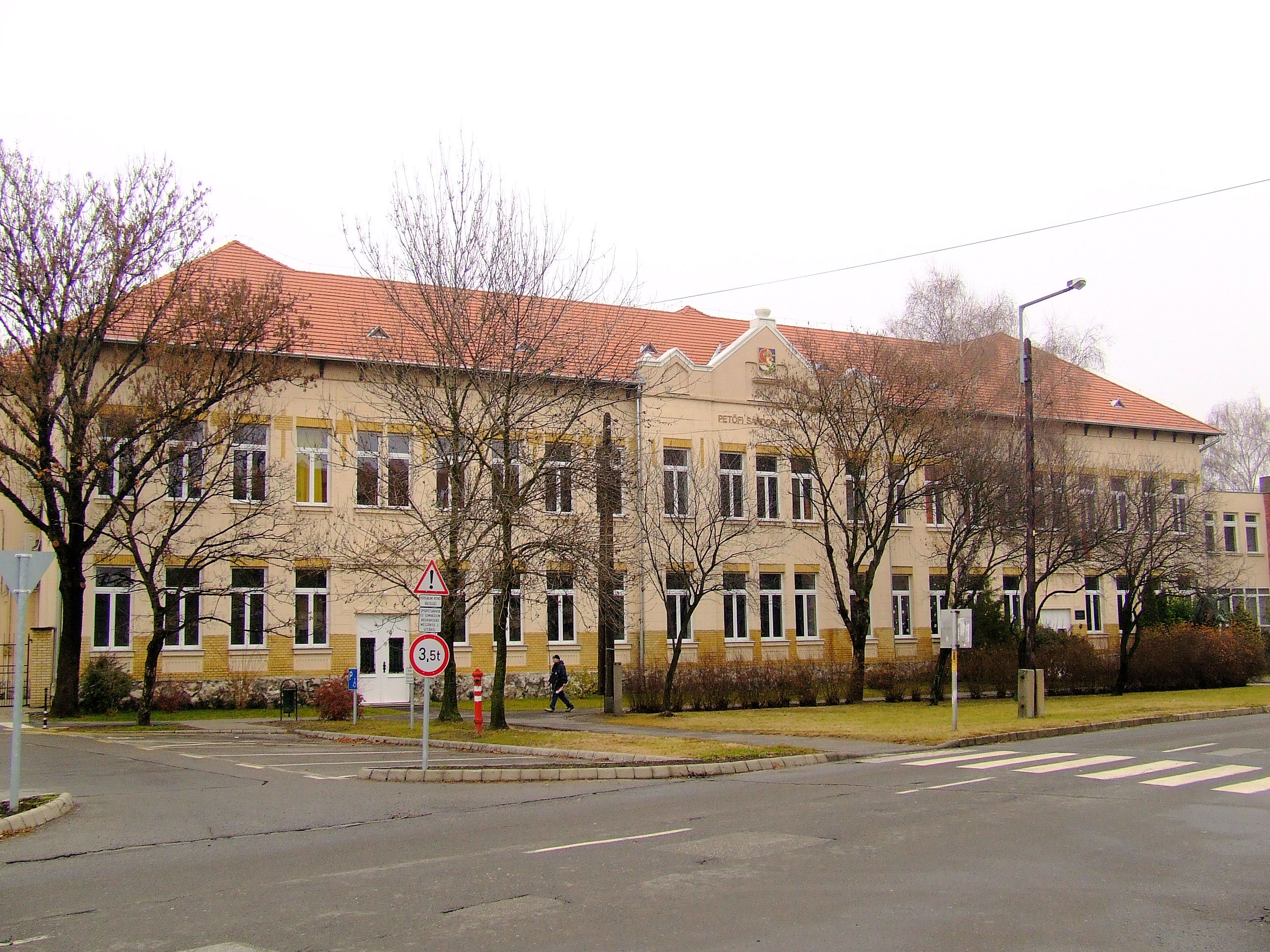
Gymnázium S. Petőfiho
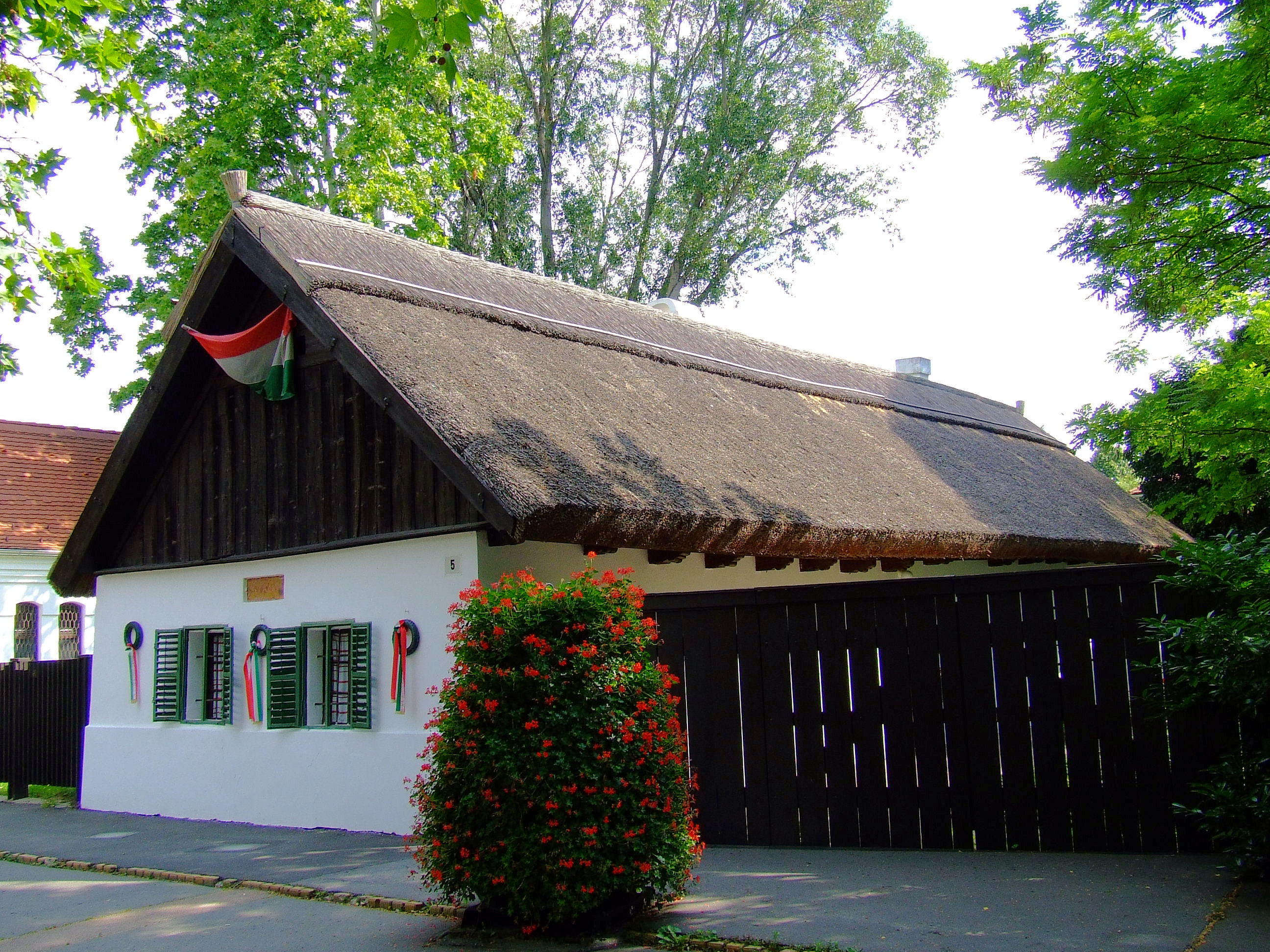
Rodný dům S. Petőfiho